# Мышлятичи
Мышлятичи (укр. Мишлятичі) — село в Шегининской сельской общине Яворовского района Львовской области Украины.
Население по переписи 2001 года составляло 625 человек. Занимает площадь 1,5 км². Почтовый индекс — 81352. Телефонный код — 3234.